# Boucles de la Mayenne 2023
Boucles de la Mayenne 2023 – 48. edycja wyścigu kolarskiego Boucles de la Mayenne, która odbyła się w dniach od 25 do 28 maja 2023 na liczącej ponad 537 kilometrów trasie składającej się z prologu i 3 etapów i biegnącej na terenie departamentu Mayenne. Impreza kategorii 2.Pro była częścią UCI ProSeries 2023.

## Etapy
| Etap   | Data   | Start – Meta                                 | type                       | Dystans (km) | Suma wzniesień (m) | Zwycięzca etapu | Lider        |
| ------ | ------ | -------------------------------------------- | -------------------------- | ------------ | ------------------ | --------------- | ------------ |
| Prolog | 25 maj | Laval – Laval                                | jazda indywidualna na czas | 4,1          | 51 m               | Ivo Oliveira    | Ivo Oliveira |
| 1      | 26 maj | Saint-Mars-sur-Colmont – Lassay-les-Châteaux | pagórkowaty                | 185,2        | 2414 m             | Oier Lazkano    | Oier Lazkano |
| 2      | 27 maj | Saint-Berthevin – Meslay-du-Maine            | płaski                     | 181,3        | 1165 m             | Arnaud Démare   | Oier Lazkano |
| 3      | 28 maj | Montsûrs – Laval                             | pagórkowaty                | 167          | 1906 m             | Arvid de Kleijn | Oier Lazkano |

## Drużyny
| WorldTeams (6)- AG2R Citroën Team - Cofidis - Groupama-FDJ - Movistar Team - Arkéa-Samsic - UAE Team Emirates ProTeams (11)- Bingoal WB - Burgos-BH - Caja Rural-Seguros RGA - Equipo Kern Pharma - Human Powered Health - Lotto Dstny - Q36.5 Pro Cycling Team - Team Flanders-Baloise - TotalEnergies - Tudor Pro Cycling Team - Uno-X Pro Cycling Team Continental teams (4)- CIC U Nantes Atlantique - Van Rysel-Roubaix Lille Métropole - Nice Métropole Côte d'Azur - Saint Michel-Mavic-Auber 93 |
| |

## Wyniki etapów

### Prolog
| Laval - Laval | jazda indywidualna na czas | (4,1 km) |

| \| Klasyfikacja etapu \| Klasyfikacja etapu \| Klasyfikacja etapu \| Klasyfikacja etapu \| Klasyfikacja etapu \| \| Kolarz \| Kolarz \| Państwo \| Drużyna \| Czas \| \| ------------------ \| ------------------ \| ------------------ \| ---------------------- \| ------------------ \| \| 1. \| Ivo Oliveira \| Portugalia \| UAE Team Emirates \| 5' 17" \| \| 2. \| Axel Zingle \| Francja \| Cofidis \| + 2" \| \| 3. \| Benoît Cosnefroy \| Francja \| AG2R Citroën Team \| + 3" \| \| 4. \| Mathias Norsgaard \| Dania \| Movistar Team \| + 4" \| \| 5. \| Maikel Zijlaard \| Holandia \| Tudor Pro Cycling Team \| + 6" \| \| 6. \| Arnaud Démare \| Francja \| Groupama-FDJ \| + 6" \| \| 7. \| Lorenzo Germani \| Włochy \| Groupama-FDJ \| + 6" \| \| 8. \| Tom Bohli \| Szwajcaria \| Tudor Pro Cycling Team \| + 7" \| \| 9. \| Ewen Costiou \| Francja \| Arkéa-Samsic \| + 7" \| \| 10. \| Dries Van Gestel \| Belgia \| TotalEnergies \| + 7" \| |                   |            |                        |        |
| |                   |            |                        |        |
| Źródło: ProCyclingStats |                   |            |                        |        |
| Klasyfikacja etapu |                   |            |                        |        |
| Kolarz | Kolarz            | Państwo    | Drużyna                | Czas   |
| 1. | Ivo Oliveira      | Portugalia | UAE Team Emirates      | 5' 17" |
| 2. | Axel Zingle       | Francja    | Cofidis                | + 2"   |
| 3. | Benoît Cosnefroy  | Francja    | AG2R Citroën Team      | + 3"   |
| 4. | Mathias Norsgaard | Dania      | Movistar Team          | + 4"   |
| 5. | Maikel Zijlaard   | Holandia   | Tudor Pro Cycling Team | + 6"   |
| 6. | Arnaud Démare     | Francja    | Groupama-FDJ           | + 6"   |
| 7. | Lorenzo Germani   | Włochy     | Groupama-FDJ           | + 6"   |
| 8. | Tom Bohli         | Szwajcaria | Tudor Pro Cycling Team | + 7"   |
| 9. | Ewen Costiou      | Francja    | Arkéa-Samsic           | + 7"   |
| 10. | Dries Van Gestel  | Belgia     | TotalEnergies          | + 7"   |

| \| Klasyfikacja generalna \| Klasyfikacja generalna \| Klasyfikacja generalna \| Klasyfikacja generalna \| Klasyfikacja generalna \| \| Kolarz \| Kolarz \| Państwo \| Drużyna \| Czas \| \| ---------------------- \| ---------------------- \| ---------------------- \| ---------------------- \| ---------------------- \| \| 1. \| Ivo Oliveira \| Portugalia \| UAE Team Emirates \| 5' 17" \| \| 2. \| Axel Zingle \| Francja \| Cofidis \| + 2" \| \| 3. \| Benoît Cosnefroy \| Francja \| AG2R Citroën Team \| + 3" \| \| 4. \| Mathias Norsgaard \| Dania \| Movistar Team \| + 4" \| \| 5. \| Maikel Zijlaard \| Holandia \| Tudor Pro Cycling Team \| + 6" \| \| 6. \| Arnaud Démare \| Francja \| Groupama-FDJ \| + 6" \| \| 7. \| Lorenzo Germani \| Włochy \| Groupama-FDJ \| + 6" \| \| 8. \| Tom Bohli \| Szwajcaria \| Tudor Pro Cycling Team \| + 7" \| \| 9. \| Ewen Costiou \| Francja \| Arkéa-Samsic \| + 7" \| \| 10. \| Dries Van Gestel \| Belgia \| TotalEnergies \| + 7" \| |                   |            |                        |        |
| |                   |            |                        |        |
| Źródło: ProCyclingStats |                   |            |                        |        |
| Klasyfikacja generalna |                   |            |                        |        |
| Kolarz | Kolarz            | Państwo    | Drużyna                | Czas   |
| 1. | Ivo Oliveira      | Portugalia | UAE Team Emirates      | 5' 17" |
| 2. | Axel Zingle       | Francja    | Cofidis                | + 2"   |
| 3. | Benoît Cosnefroy  | Francja    | AG2R Citroën Team      | + 3"   |
| 4. | Mathias Norsgaard | Dania      | Movistar Team          | + 4"   |
| 5. | Maikel Zijlaard   | Holandia   | Tudor Pro Cycling Team | + 6"   |
| 6. | Arnaud Démare     | Francja    | Groupama-FDJ           | + 6"   |
| 7. | Lorenzo Germani   | Włochy     | Groupama-FDJ           | + 6"   |
| 8. | Tom Bohli         | Szwajcaria | Tudor Pro Cycling Team | + 7"   |
| 9. | Ewen Costiou      | Francja    | Arkéa-Samsic           | + 7"   |
| 10. | Dries Van Gestel  | Belgia     | TotalEnergies          | + 7"   |

### Etap 1
| Saint-Mars-sur-Colmont - Lassay-les-Châteaux | pagórkowaty | (185,2 km) |

| \| Klasyfikacja etapu \| Klasyfikacja etapu \| Klasyfikacja etapu \| Klasyfikacja etapu \| Klasyfikacja etapu \| \| Kolarz \| Kolarz \| Państwo \| Drużyna \| Czas \| \| ------------------ \| ---------------------- \| ------------------ \| --------------------------------- \| ------------------ \| \| 1. \| Oier Lazkano \| Hiszpania \| Movistar Team \| 4h 33' 37" \| \| 2. \| Célestin Guillon \| Francja \| Van Rysel-Roubaix Lille Métropole \| + 31" \| \| 3. \| Jacob Hindsgaul Madsen \| Dania \| Uno-X Pro Cycling Team \| + 32" \| \| 4. \| Arnaud Démare \| Francja \| Groupama-FDJ \| + 41" \| \| 5. \| Sandy Dujardin \| Francja \| TotalEnergies \| + 41" \| \| 6. \| Axel Zingle \| Francja \| Cofidis \| + 41" \| \| 7. \| Milan Menten \| Belgia \| Lotto Dstny \| + 41" \| \| 8. \| Clément Venturini \| Francja \| AG2R Citroën Team \| + 41" \| \| 9. \| Jon Barrenetxea \| Hiszpania \| Caja Rural-Seguros RGA \| + 41" \| \| 10. \| Manuel Peñalver \| Hiszpania \| Burgos-BH \| + 41" \| |                        |           |                                   |            |
| |                        |           |                                   |            |
| Źródło: ProCyclingStats |                        |           |                                   |            |
| Klasyfikacja etapu |                        |           |                                   |            |
| Kolarz | Kolarz                 | Państwo   | Drużyna                           | Czas       |
| 1. | Oier Lazkano           | Hiszpania | Movistar Team                     | 4h 33' 37" |
| 2. | Célestin Guillon       | Francja   | Van Rysel-Roubaix Lille Métropole | + 31"      |
| 3. | Jacob Hindsgaul Madsen | Dania     | Uno-X Pro Cycling Team            | + 32"      |
| 4. | Arnaud Démare          | Francja   | Groupama-FDJ                      | + 41"      |
| 5. | Sandy Dujardin         | Francja   | TotalEnergies                     | + 41"      |
| 6. | Axel Zingle            | Francja   | Cofidis                           | + 41"      |
| 7. | Milan Menten           | Belgia    | Lotto Dstny                       | + 41"      |
| 8. | Clément Venturini      | Francja   | AG2R Citroën Team                 | + 41"      |
| 9. | Jon Barrenetxea        | Hiszpania | Caja Rural-Seguros RGA            | + 41"      |
| 10. | Manuel Peñalver        | Hiszpania | Burgos-BH                         | + 41"      |

| \| Klasyfikacja generalna \| Klasyfikacja generalna \| Klasyfikacja generalna \| Klasyfikacja generalna \| Klasyfikacja generalna \| \| Kolarz \| Kolarz \| Państwo \| Drużyna \| Czas \| \| ---------------------- \| ---------------------- \| ---------------------- \| --------------------------------- \| ---------------------- \| \| 1. \| Oier Lazkano \| Hiszpania \| Movistar Team \| 4h 34' 23" \| \| 2. \| Ivo Oliveira \| Portugalia \| UAE Team Emirates \| + 42" \| \| 3. \| Jacob Hindsgaul Madsen \| Dania \| Uno-X Pro Cycling Team \| + 44" \| \| 4. \| Axel Zingle \| Francja \| Cofidis \| + 44" \| \| 5. \| Benoît Cosnefroy \| Francja \| AG2R Citroën Team \| + 45" \| \| 6. \| Célestin Guillon \| Francja \| Van Rysel-Roubaix Lille Métropole \| + 48" \| \| 7. \| Arnaud Démare \| Francja \| Groupama-FDJ \| + 48" \| \| 8. \| Ewen Costiou \| Francja \| Arkéa-Samsic \| + 49" \| \| 9. \| Dries Van Gestel \| Belgia \| TotalEnergies \| + 49" \| \| 10. \| Sandy Dujardin \| Francja \| TotalEnergies \| + 50" \| |                        |            |                                   |            |
| |                        |            |                                   |            |
| Źródło: ProCyclingStats |                        |            |                                   |            |
| Klasyfikacja generalna |                        |            |                                   |            |
| Kolarz | Kolarz                 | Państwo    | Drużyna                           | Czas       |
| 1. | Oier Lazkano           | Hiszpania  | Movistar Team                     | 4h 34' 23" |
| 2. | Ivo Oliveira           | Portugalia | UAE Team Emirates                 | + 42"      |
| 3. | Jacob Hindsgaul Madsen | Dania      | Uno-X Pro Cycling Team            | + 44"      |
| 4. | Axel Zingle            | Francja    | Cofidis                           | + 44"      |
| 5. | Benoît Cosnefroy       | Francja    | AG2R Citroën Team                 | + 45"      |
| 6. | Célestin Guillon       | Francja    | Van Rysel-Roubaix Lille Métropole | + 48"      |
| 7. | Arnaud Démare          | Francja    | Groupama-FDJ                      | + 48"      |
| 8. | Ewen Costiou           | Francja    | Arkéa-Samsic                      | + 49"      |
| 9. | Dries Van Gestel       | Belgia     | TotalEnergies                     | + 49"      |
| 10. | Sandy Dujardin         | Francja    | TotalEnergies                     | + 50"      |

### Etap 2
| Saint-Berthevin - Meslay-du-Maine | płaski | (181,3 km) |

| \| Klasyfikacja etapu \| Klasyfikacja etapu \| Klasyfikacja etapu \| Klasyfikacja etapu \| Klasyfikacja etapu \| \| Kolarz \| Kolarz \| Państwo \| Drużyna \| Czas \| \| ------------------ \| ------------------ \| ------------------ \| ---------------------- \| ------------------ \| \| 1. \| Arnaud Démare \| Francja \| Groupama-FDJ \| 4h 05' 42" \| \| 2. \| Milan Menten \| Belgia \| Lotto Dstny \| + 0" \| \| 3. \| Arvid de Kleijn \| Holandia \| Tudor Pro Cycling Team \| + 0" \| \| 4. \| Tord Gudmestad \| Norwegia \| Uno-X Pro Cycling Team \| + 0" \| \| 5. \| Matteo Malucelli \| Włochy \| Bingoal WB \| + 0" \| \| 6. \| Jason Tesson \| Francja \| TotalEnergies \| + 0" \| \| 7. \| Axel Zingle \| Francja \| Cofidis \| + 0" \| \| 8. \| Dries Van Gestel \| Belgia \| TotalEnergies \| + 0" \| \| 9. \| Manuel Peñalver \| Hiszpania \| Burgos-BH \| + 0" \| \| 10. \| Clément Venturini \| Francja \| AG2R Citroën Team \| + 0" \| |                   |           |                        |            |
| |                   |           |                        |            |
| Źródło: ProCyclingStats |                   |           |                        |            |
| Klasyfikacja etapu |                   |           |                        |            |
| Kolarz | Kolarz            | Państwo   | Drużyna                | Czas       |
| 1. | Arnaud Démare     | Francja   | Groupama-FDJ           | 4h 05' 42" |
| 2. | Milan Menten      | Belgia    | Lotto Dstny            | + 0"       |
| 3. | Arvid de Kleijn   | Holandia  | Tudor Pro Cycling Team | + 0"       |
| 4. | Tord Gudmestad    | Norwegia  | Uno-X Pro Cycling Team | + 0"       |
| 5. | Matteo Malucelli  | Włochy    | Bingoal WB             | + 0"       |
| 6. | Jason Tesson      | Francja   | TotalEnergies          | + 0"       |
| 7. | Axel Zingle       | Francja   | Cofidis                | + 0"       |
| 8. | Dries Van Gestel  | Belgia    | TotalEnergies          | + 0"       |
| 9. | Manuel Peñalver   | Hiszpania | Burgos-BH              | + 0"       |
| 10. | Clément Venturini | Francja   | AG2R Citroën Team      | + 0"       |

| \| Klasyfikacja generalna \| Klasyfikacja generalna \| Klasyfikacja generalna \| Klasyfikacja generalna \| Klasyfikacja generalna \| \| Kolarz \| Kolarz \| Państwo \| Drużyna \| Czas \| \| ---------------------- \| ---------------------- \| ---------------------- \| --------------------------------- \| ---------------------- \| \| 1. \| Oier Lazkano \| Hiszpania \| Movistar Team \| 8h 40' 05" \| \| 2. \| Arnaud Démare \| Francja \| Groupama-FDJ \| + 38" \| \| 3. \| Ivo Oliveira \| Portugalia \| UAE Team Emirates \| + 40" \| \| 4. \| Axel Zingle \| Francja \| Cofidis \| + 41" \| \| 5. \| Milan Menten \| Belgia \| Lotto Dstny \| + 43" \| \| 6. \| Jacob Hindsgaul Madsen \| Dania \| Uno-X Pro Cycling Team \| + 43" \| \| 7. \| Sandy Dujardin \| Francja \| TotalEnergies \| + 45" \| \| 8. \| Benoît Cosnefroy \| Francja \| AG2R Citroën Team \| + 45" \| \| 9. \| Célestin Guillon \| Francja \| Van Rysel-Roubaix Lille Métropole \| + 48" \| \| 10. \| Ewen Costiou \| Francja \| Arkéa-Samsic \| + 49" \| |                        |            |                                   |            |
| |                        |            |                                   |            |
| Źródło: ProCyclingStats |                        |            |                                   |            |
| Klasyfikacja generalna |                        |            |                                   |            |
| Kolarz | Kolarz                 | Państwo    | Drużyna                           | Czas       |
| 1. | Oier Lazkano           | Hiszpania  | Movistar Team                     | 8h 40' 05" |
| 2. | Arnaud Démare          | Francja    | Groupama-FDJ                      | + 38"      |
| 3. | Ivo Oliveira           | Portugalia | UAE Team Emirates                 | + 40"      |
| 4. | Axel Zingle            | Francja    | Cofidis                           | + 41"      |
| 5. | Milan Menten           | Belgia     | Lotto Dstny                       | + 43"      |
| 6. | Jacob Hindsgaul Madsen | Dania      | Uno-X Pro Cycling Team            | + 43"      |
| 7. | Sandy Dujardin         | Francja    | TotalEnergies                     | + 45"      |
| 8. | Benoît Cosnefroy       | Francja    | AG2R Citroën Team                 | + 45"      |
| 9. | Célestin Guillon       | Francja    | Van Rysel-Roubaix Lille Métropole | + 48"      |
| 10. | Ewen Costiou           | Francja    | Arkéa-Samsic                      | + 49"      |

### Etap 3
| Montsûrs - Laval | pagórkowaty | (167 km) |

| \| Klasyfikacja etapu \| Klasyfikacja etapu \| Klasyfikacja etapu \| Klasyfikacja etapu \| Klasyfikacja etapu \| \| Kolarz \| Kolarz \| Państwo \| Drużyna \| Czas \| \| ------------------ \| ------------------ \| ------------------ \| ---------------------- \| ------------------ \| \| 1. \| Arvid de Kleijn \| Holandia \| Tudor Pro Cycling Team \| 3h 55' 22" \| \| 2. \| Arnaud Démare \| Francja \| Groupama-FDJ \| + 0" \| \| 3. \| Axel Zingle \| Francja \| Cofidis \| + 0" \| \| 4. \| Stian Fredheim \| Norwegia \| Uno-X Pro Cycling Team \| + 0" \| \| 5. \| Milan Menten \| Belgia \| Lotto Dstny \| + 0" \| \| 6. \| Gonzalo Serrano \| Hiszpania \| Movistar Team \| + 0" \| \| 7. \| Nicolò Parisini \| Włochy \| Q36.5 Pro Cycling Team \| + 0" \| \| 8. \| Manuel Peñalver \| Hiszpania \| Burgos-BH \| + 0" \| \| 9. \| Pierre Gautherat \| Francja \| AG2R Citroën Team \| + 0" \| \| 10. \| Matteo Malucelli \| Włochy \| Bingoal WB \| + 0" \| |                  |           |                        |            |
| |                  |           |                        |            |
| Źródło: ProCyclingStats |                  |           |                        |            |
| Klasyfikacja etapu |                  |           |                        |            |
| Kolarz | Kolarz           | Państwo   | Drużyna                | Czas       |
| 1. | Arvid de Kleijn  | Holandia  | Tudor Pro Cycling Team | 3h 55' 22" |
| 2. | Arnaud Démare    | Francja   | Groupama-FDJ           | + 0"       |
| 3. | Axel Zingle      | Francja   | Cofidis                | + 0"       |
| 4. | Stian Fredheim   | Norwegia  | Uno-X Pro Cycling Team | + 0"       |
| 5. | Milan Menten     | Belgia    | Lotto Dstny            | + 0"       |
| 6. | Gonzalo Serrano  | Hiszpania | Movistar Team          | + 0"       |
| 7. | Nicolò Parisini  | Włochy    | Q36.5 Pro Cycling Team | + 0"       |
| 8. | Manuel Peñalver  | Hiszpania | Burgos-BH              | + 0"       |
| 9. | Pierre Gautherat | Francja   | AG2R Citroën Team      | + 0"       |
| 10. | Matteo Malucelli | Włochy    | Bingoal WB             | + 0"       |

## Klasyfikacje

### Klasyfikacja generalna
| \| Klasyfikacja generalna \| Klasyfikacja generalna \| Klasyfikacja generalna \| Klasyfikacja generalna \| Klasyfikacja generalna \| \| Kolarz \| Kolarz \| Państwo \| Drużyna \| Czas \| \| ---------------------- \| ---------------------- \| ---------------------- \| ---------------------- \| ---------------------- \| \| 1. \| Oier Lazkano \| Hiszpania \| Movistar Team \| 12h 35' 30" \| \| 2. \| Arnaud Démare \| Francja \| Groupama-FDJ \| + 29" \| \| 3. \| Axel Zingle \| Francja \| Cofidis \| + 33" \| \| 4. \| Ivo Oliveira \| Portugalia \| UAE Team Emirates \| + 38" \| \| 5. \| Milan Menten \| Belgia \| Lotto Dstny \| + 40" \| \| 6. \| Jacob Hindsgaul Madsen \| Dania \| Uno-X Pro Cycling Team \| + 43" \| \| 7. \| Sandy Dujardin \| Francja \| TotalEnergies \| + 45" \| \| 8. \| Benoît Cosnefroy \| Francja \| AG2R Citroën Team \| + 45" \| \| 9. \| Mathias Norsgaard \| Dania \| Movistar Team \| + 46" \| \| 10. \| Clément Venturini \| Francja \| AG2R Citroën Team \| + 47" \| |                        |            |                        |             |
| |                        |            |                        |             |
| Źródło: ProCyclingStats |                        |            |                        |             |
| Klasyfikacja generalna |                        |            |                        |             |
| Kolarz | Kolarz                 | Państwo    | Drużyna                | Czas        |
| 1. | Oier Lazkano           | Hiszpania  | Movistar Team          | 12h 35' 30" |
| 2. | Arnaud Démare          | Francja    | Groupama-FDJ           | + 29"       |
| 3. | Axel Zingle            | Francja    | Cofidis                | + 33"       |
| 4. | Ivo Oliveira           | Portugalia | UAE Team Emirates      | + 38"       |
| 5. | Milan Menten           | Belgia     | Lotto Dstny            | + 40"       |
| 6. | Jacob Hindsgaul Madsen | Dania      | Uno-X Pro Cycling Team | + 43"       |
| 7. | Sandy Dujardin         | Francja    | TotalEnergies          | + 45"       |
| 8. | Benoît Cosnefroy       | Francja    | AG2R Citroën Team      | + 45"       |
| 9. | Mathias Norsgaard      | Dania      | Movistar Team          | + 46"       |
| 10. | Clément Venturini      | Francja    | AG2R Citroën Team      | + 47"       |

| Klasyfikacja punktowa | Klasyfikacja punktowa  | Klasyfikacja punktowa | Klasyfikacja punktowa             | Klasyfikacja punktowa |
| Kolarz                | Kolarz                 | Państwo               | Drużyna                           | Punkty                |
| --------------------- | ---------------------- | --------------------- | --------------------------------- | --------------------- |
| 1.                    | Arnaud Démare          | Francja               | Groupama-FDJ                      | 69 pkt                |
| 2.                    | Axel Zingle            | Francja               | Cofidis                           | 62 pkt                |
| 3.                    | Milan Menten           | Belgia                | Lotto Dstny                       | 48 pkt                |
| 4.                    | Arvid de Kleijn        | Holandia              | Tudor Pro Cycling Team            | 41 pkt                |
| 5.                    | Oier Lazkano           | Hiszpania             | Movistar Team                     | 37 pkt                |
| 6.                    | Ivo Oliveira           | Portugalia            | UAE Team Emirates                 | 29 pkt                |
| 7.                    | Jacob Hindsgaul Madsen | Dania                 | Uno-X Pro Cycling Team            | 28 pkt                |
| 8.                    | Sandy Dujardin         | Francja               | TotalEnergies                     | 27 pkt                |
| 9.                    | Célestin Guillon       | Francja               | Van Rysel-Roubaix Lille Métropole | 24 pkt                |
| 10.                   | Manuel Peñalver        | Hiszpania             | Burgos-BH                         | 21 pkt                |

| Klasyfikacja punktowa | Klasyfikacja punktowa  | Klasyfikacja punktowa | Klasyfikacja punktowa             | Klasyfikacja punktowa |
| Kolarz                | Kolarz                 | Państwo               | Drużyna                           | Punkty                |
| --------------------- | ---------------------- | --------------------- | --------------------------------- | --------------------- |
| 1.                    | Arnaud Démare          | Francja               | Groupama-FDJ                      | 69 pkt                |
| 2.                    | Axel Zingle            | Francja               | Cofidis                           | 62 pkt                |
| 3.                    | Milan Menten           | Belgia                | Lotto Dstny                       | 48 pkt                |
| 4.                    | Arvid de Kleijn        | Holandia              | Tudor Pro Cycling Team            | 41 pkt                |
| 5.                    | Oier Lazkano           | Hiszpania             | Movistar Team                     | 37 pkt                |
| 6.                    | Ivo Oliveira           | Portugalia            | UAE Team Emirates                 | 29 pkt                |
| 7.                    | Jacob Hindsgaul Madsen | Dania                 | Uno-X Pro Cycling Team            | 28 pkt                |
| 8.                    | Sandy Dujardin         | Francja               | TotalEnergies                     | 27 pkt                |
| 9.                    | Célestin Guillon       | Francja               | Van Rysel-Roubaix Lille Métropole | 24 pkt                |
| 10.                   | Manuel Peñalver        | Hiszpania             | Burgos-BH                         | 21 pkt                |

| Klasyfikacja górska | Klasyfikacja górska    | Klasyfikacja górska | Klasyfikacja górska               | Klasyfikacja górska |
| Kolarz              | Kolarz                 | Państwo             | Drużyna                           | Punkty              |
| ------------------- | ---------------------- | ------------------- | --------------------------------- | ------------------- |
| 1.                  | Jacob Hindsgaul Madsen | Dania               | Uno-X Pro Cycling Team            | 45 pkt              |
| 2.                  | Marco Tizza            | Włochy              | Bingoal WB                        | 26 pkt              |
| 3.                  | Flavien Maurelet       | Francja             | Saint Michel-Mavic-Auber 93       | 16 pkt              |
| 4.                  | Célestin Guillon       | Francja             | Van Rysel-Roubaix Lille Métropole | 15 pkt              |
| 5.                  | Maximilien Juillard    | Francja             | Van Rysel-Roubaix Lille Métropole | 9 pkt               |
| 6.                  | Maël Guégan            | Francja             | CIC U Nantes Atlantique           | 9 pkt               |
| 7.                  | Oier Lazkano           | Hiszpania           | Movistar Team                     | 8 pkt               |
| 8.                  | Jon Barrenetxea        | Hiszpania           | Caja Rural-Seguros RGA            | 8 pkt               |
| 9.                  | Ewen Costiou           | Francja             | Arkéa-Samsic                      | 6 pkt               |
| 10.                 | Samuel Leroux          | Francja             | Van Rysel-Roubaix Lille Métropole | 6 pkt               |

| Klasyfikacja górska | Klasyfikacja górska    | Klasyfikacja górska | Klasyfikacja górska               | Klasyfikacja górska |
| Kolarz              | Kolarz                 | Państwo             | Drużyna                           | Punkty              |
| ------------------- | ---------------------- | ------------------- | --------------------------------- | ------------------- |
| 1.                  | Jacob Hindsgaul Madsen | Dania               | Uno-X Pro Cycling Team            | 45 pkt              |
| 2.                  | Marco Tizza            | Włochy              | Bingoal WB                        | 26 pkt              |
| 3.                  | Flavien Maurelet       | Francja             | Saint Michel-Mavic-Auber 93       | 16 pkt              |
| 4.                  | Célestin Guillon       | Francja             | Van Rysel-Roubaix Lille Métropole | 15 pkt              |
| 5.                  | Maximilien Juillard    | Francja             | Van Rysel-Roubaix Lille Métropole | 9 pkt               |
| 6.                  | Maël Guégan            | Francja             | CIC U Nantes Atlantique           | 9 pkt               |
| 7.                  | Oier Lazkano           | Hiszpania           | Movistar Team                     | 8 pkt               |
| 8.                  | Jon Barrenetxea        | Hiszpania           | Caja Rural-Seguros RGA            | 8 pkt               |
| 9.                  | Ewen Costiou           | Francja             | Arkéa-Samsic                      | 6 pkt               |
| 10.                 | Samuel Leroux          | Francja             | Van Rysel-Roubaix Lille Métropole | 6 pkt               |

| Klasyfikacja młodzieżowa | Klasyfikacja młodzieżowa | Klasyfikacja młodzieżowa | Klasyfikacja młodzieżowa    | Klasyfikacja młodzieżowa |
| Kolarz                   | Kolarz                   | Państwo                  | Drużyna                     | Czas                     |
| ------------------------ | ------------------------ | ------------------------ | --------------------------- | ------------------------ |
| 1.                       | Oier Lazkano             | Hiszpania                | Movistar Team               | 12h 35' 30"              |
| 2.                       | Jacob Hindsgaul Madsen   | Dania                    | Uno-X Pro Cycling Team      | + 43"                    |
| 3.                       | Ewen Costiou             | Francja                  | Arkéa-Samsic                | + 49"                    |
| 4.                       | Jon Barrenetxea          | Hiszpania                | Caja Rural-Seguros RGA      | + 49"                    |
| 5.                       | Nicolò Parisini          | Włochy                   | Q36.5 Pro Cycling Team      | + 50"                    |
| 6.                       | Aaron Van der Beken      | Belgia                   | Bingoal WB                  | + 56"                    |
| 7.                       | Laurence Pithie          | Nowa Zelandia            | Groupama-FDJ                | + 56"                    |
| 8.                       | Thomas Gachignard        | Francja                  | Saint Michel-Mavic-Auber 93 | + 58"                    |
| 9.                       | Vinicius Rangel          | Brazylia                 | Movistar Team               | + 59"                    |
| 10.                      | Danny van der Tuuk       | Holandia                 | Equipo Kern Pharma          | + 1' 00"                 |

| Klasyfikacja młodzieżowa | Klasyfikacja młodzieżowa | Klasyfikacja młodzieżowa | Klasyfikacja młodzieżowa    | Klasyfikacja młodzieżowa |
| Kolarz                   | Kolarz                   | Państwo                  | Drużyna                     | Czas                     |
| ------------------------ | ------------------------ | ------------------------ | --------------------------- | ------------------------ |
| 1.                       | Oier Lazkano             | Hiszpania                | Movistar Team               | 12h 35' 30"              |
| 2.                       | Jacob Hindsgaul Madsen   | Dania                    | Uno-X Pro Cycling Team      | + 43"                    |
| 3.                       | Ewen Costiou             | Francja                  | Arkéa-Samsic                | + 49"                    |
| 4.                       | Jon Barrenetxea          | Hiszpania                | Caja Rural-Seguros RGA      | + 49"                    |
| 5.                       | Nicolò Parisini          | Włochy                   | Q36.5 Pro Cycling Team      | + 50"                    |
| 6.                       | Aaron Van der Beken      | Belgia                   | Bingoal WB                  | + 56"                    |
| 7.                       | Laurence Pithie          | Nowa Zelandia            | Groupama-FDJ                | + 56"                    |
| 8.                       | Thomas Gachignard        | Francja                  | Saint Michel-Mavic-Auber 93 | + 58"                    |
| 9.                       | Vinicius Rangel          | Brazylia                 | Movistar Team               | + 59"                    |
| 10.                      | Danny van der Tuuk       | Holandia                 | Equipo Kern Pharma          | + 1' 00"                 |

| Klasyfikacja drużynowa | Klasyfikacja drużynowa            | Klasyfikacja drużynowa | Klasyfikacja drużynowa |
| Drużyna                | Drużyna                           | Państwo                | Czas                   |
| ---------------------- | --------------------------------- | ---------------------- | ---------------------- |
| 1.                     | Movistar Team                     | Hiszpania              | 37h 48' 26"            |
| 2.                     | Groupama-FDJ                      | Francja                | + 32"                  |
| 3.                     | TotalEnergies                     | Francja                | + 34"                  |
| 4.                     | Arkéa-Samsic                      | Francja                | + 39"                  |
| 5.                     | Van Rysel-Roubaix Lille Métropole | Francja                | + 43"                  |
| 6.                     | Uno-X Pro Cycling Team            | Norwegia               | + 45"                  |
| 7.                     | Q36.5 Pro Cycling Team            | Szwajcaria             | + 56"                  |
| 8.                     | Bingoal WB                        | Belgia                 | + 1' 01"               |
| 9.                     | Burgos-BH                         | Hiszpania              | + 1' 02"               |
| 10.                    | Equipo Kern Pharma                | Hiszpania              | + 1' 03"               |

| Klasyfikacja drużynowa | Klasyfikacja drużynowa            | Klasyfikacja drużynowa | Klasyfikacja drużynowa |
| Drużyna                | Drużyna                           | Państwo                | Czas                   |
| ---------------------- | --------------------------------- | ---------------------- | ---------------------- |
| 1.                     | Movistar Team                     | Hiszpania              | 37h 48' 26"            |
| 2.                     | Groupama-FDJ                      | Francja                | + 32"                  |
| 3.                     | TotalEnergies                     | Francja                | + 34"                  |
| 4.                     | Arkéa-Samsic                      | Francja                | + 39"                  |
| 5.                     | Van Rysel-Roubaix Lille Métropole | Francja                | + 43"                  |
| 6.                     | Uno-X Pro Cycling Team            | Norwegia               | + 45"                  |
| 7.                     | Q36.5 Pro Cycling Team            | Szwajcaria             | + 56"                  |
| 8.                     | Bingoal WB                        | Belgia                 | + 1' 01"               |
| 9.                     | Burgos-BH                         | Hiszpania              | + 1' 02"               |
| 10.                    | Equipo Kern Pharma                | Hiszpania              | + 1' 03"               |

### Liderzy klasyfikacji
| Etap   |                            | Pierwsze miejsce _ | Klasyfikacja generalna | Punktowa      | Górska                 | Młodzieżowa     | Drużynowa _       |
| ------ | -------------------------- | ------------------ | ---------------------- | ------------- | ---------------------- | --------------- | ----------------- |
| Prolog | jazda indywidualna na czas | Ivo Oliveira       | Ivo Oliveira           | Ivo Oliveira  | nie przyznano          | Maikel Zijlaard | AG2R Citroën Team |
| 1      | pagórkowaty                | Oier Lazkano       | Oier Lazkano           | Oier Lazkano  | Jacob Hindsgaul Madsen | Oier Lazkano    | Movistar Team     |
| 2      | płaski                     | Arnaud Démare      | Oier Lazkano           | Arnaud Démare | Jacob Hindsgaul Madsen | Oier Lazkano    | Movistar Team     |
| 3      | pagórkowaty                | Arvid de Kleijn    | Oier Lazkano           | Arnaud Démare | Jacob Hindsgaul Madsen | Oier Lazkano    | Movistar Team     |
| Koniec | Koniec                     |                    | Oier Lazkano           | Arnaud Démare | Jacob Hindsgaul Madsen | Oier Lazkano    | Movistar Team     |